# Berghausen (Gummersbach)

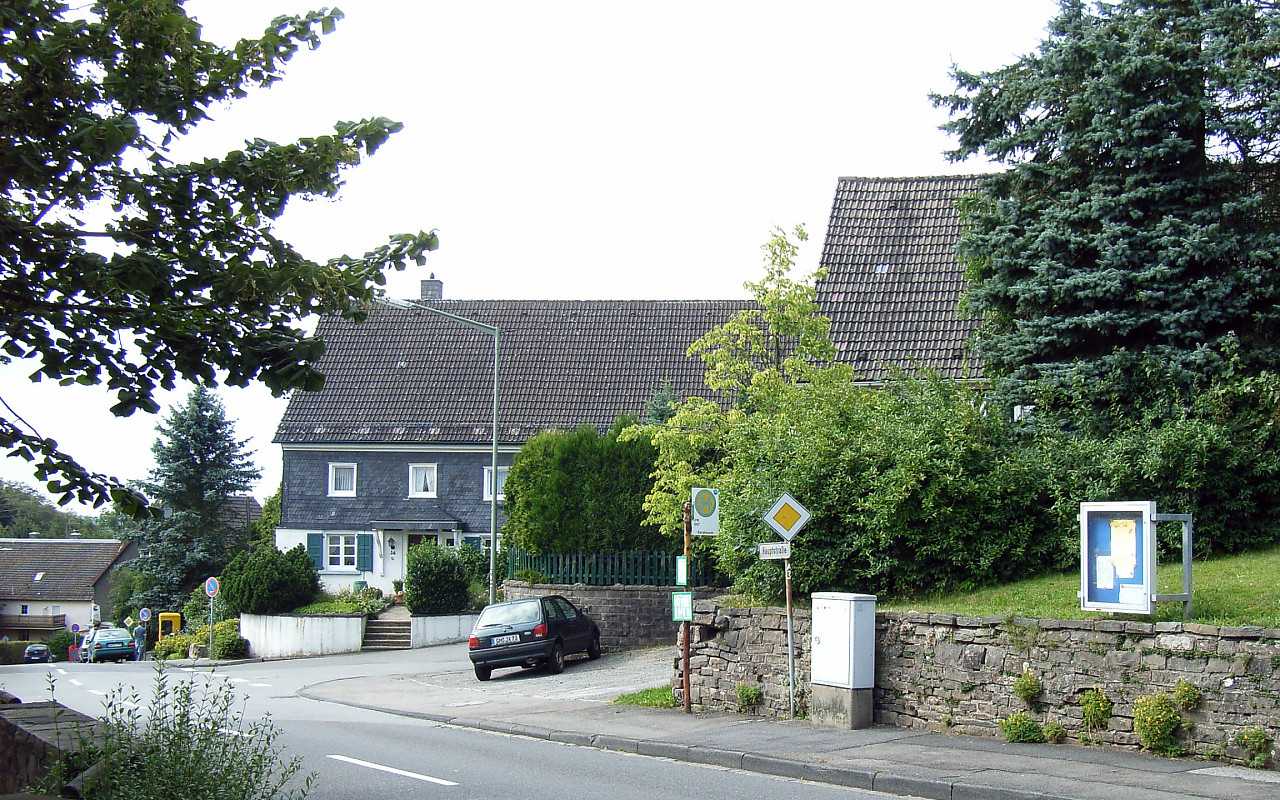
Berghausen

Berghausen ist ein Ortsteil von Gummersbach im Oberbergischen Kreis im südlichen Nordrhein-Westfalen.

## Geographie
Der Ort liegt auf einem Höhenrücken zwischen den hier parallel verlaufenden Flusstälern von Leppe und Gelpe. Über die Landesstraßen L 323 und L 307 erreicht man vom Stadtzentrum aus die an der L 98 liegende Ortschaft nach gut 9 Kilometern.

## Geschichte
1469 wurde der Ort zum ersten Mal urkundlich erwähnt, und zwar fungierte ein Cirstman von Berchusen als Zeuge bei einem Streit zwischen Mark und Berg.
Berghausen gehörte bis 1806 zur Reichsherrschaft Gimborn-Neustadt.

## Kultur

### Sport
- Golfclub Gimborner Land e. V.
- VfL Berghausen

### Wandern und Radwege
Folgende Wanderwege werden vom Wanderparkplatz Berghausen vom  Sauerländischen Gebirgsverein (SGV) angeboten:
- A1 (2,7 km) – A2 (4,5 km) – A3 (4,3 km) – A4 (6,3 km)

## Verkehr
Die Haltestelle von Berghausen wird von folgenden Linien angefahren:
- Linie 307 Gummersbach – (Hütte -) Frielingsdorf / Lindlar
- Linie 308 Marienheide – Frielingsdorf
- Linie 316 Gummersbach – Strombach – Neuremscheid – Engelskirchen